# Грисюк Володимир Петрович
Володимир Петрович Грисюк (псевдонім — Лев Ґалаґан, нар. 28 липня 1993, Луцьк) — доктор філософії з журналістики (PhD), медіаексперт та дослідник масових комунікацій. Член Національної спілки журналістів України та European Communication Research and Education Association (м. Брюссель, Бельгія).

## Біографія
Народився 28 липня 1993 року в місті Луцьку в родині музиканта та кондитерки, старша сестра — дизайнер, викладачка живопису та рисунку, кандидат наук з мистецтвознавства.
Закінчив з відзнакою інститут філології та журналістики, а також юридичний факультет ВНУ ім. Лесі Українки (2011—2017). Отримав диплом магістра медіакомунікацій з відзнакою в навчально-науковому інституті журналістики КНУ ім. Тараса Шевченка (2015—2017). Закінчив аспірантуру КНУ ім. Тараса Шевченка. У 2022 році захистив дисертацію на здобуття ступеня доктора філософії з журналістики. Науковий керівник: професор, академік В. Різун.
2016 р. — працював у видавництві «Фоліо» та писав для «Газети по-українськи» (Gazeta.ua), журналу «Країна».
2017—2021 рр. — співпрацює з сайтом «Сьогодні».
2021 р. — випусковий редактор, керівник розділу видання Oboz.ua.
З 2023 р. — журналіст видання «Фокус».
2020—2022 рр. — викладав курс сучасного мистецтва та медіа-арту у ВНУ ім. Лесі Українки (Луцьк), журналістику в Київському міжнародному університеті.
З 2021 р. — викладач кафедри журналістики та нових медіа у Київському столичному університеті імені Бориса Грінченка (гарант освітньої програми бакалаврського рівня) та кафедри кіно- та телемистецтва в КНУ ім. Тараса Шевченка (гостьовий лектор).
У лютому 2024 року внесений у реєстр експертів з акредитації освітніх програм за спеціальністю 061 «Журналістика» Національного агентства із забезпечення якості вищої освіти.

## Творчість
В журналі «Країна» виходять авторські колонки В. Грисюка. Блоґи — на сайті журналу «Новое время», «Детектор медіа» та «Обозреватель».

## Відзнаки
- Стипендія ім. Уласа Самчука (2013)
- Стипендіат Вічного фонду Радіонів[22] (Австралія, 2012)
- Стипендіат фонду Віктора Пінчука «Завтра.UA»[23][24](Київ, 2014)
- Стипендія Президента України (2014)
- Срібний нагрудний знак СНУ ім. Лесі Українки[25] (2015)
- Стипендія ім. професора А. А. Чічановського[26] (Київ, 2016)[27]
- Переможець літературних конкурсів «Неповторність» (2019, за збірку есе)[28], «УРБА-Перехрестя-2015»[29].

Перемагав у конкурсах наукових робіт з української мови та літератури (Кам'янець-Подільський, 2012), з видавничої справи та редагування (Львів, 2014), з юридичних наук (Луцьк, 2014), з соціальних комунікацій (Маріуполь, 2015, 2016).
У рамках міжнародних програм стажувався у Вірменії та Польщі.